# Svetlana Kitova
Svetlana Kitova (née le 25 juin 1960 à Stalinabad, et morte le 20 novembre 2015 à Jonesboro (Arkansas)) est une athlète russe, spécialiste des courses de demi-fond.

## Biographie
Concourant pour l'URSS dans les années 1980, elle remporte le titre du 800 mètres lors des Championnats d'Europe en salle 1983, à Budapest, en devançant la Tchécoslovaque Zuzana Moravčíková et l'autre Soviétique Olga Simakova. Elle réitère cette performance trois ans plus tard, mais dans l'épreuve du 1 500 mètres, en s'imposant en finale des Championnats d'Europe en salle 1986, en 4 min 14 s 25, devant sa compatriote Tatyana Lebonda et la Roumaine Mitica Junghiatu.
En 1987, Svetlana Kitova remporte la médaille de bronze du 1 500 m des premiers Championnats du monde en salle, à Indianapolis, devancée par la Roumaine Doina Melinte et la Russe Tatyana Dorovskikh. Elle se classe deuxième de l'édition 1989, derrière Doina Melinte.

### Palmarès
| Date | Compétition                    | Lieu         | Résultat | Épreuve | Temps         |
| ---- | ------------------------------ | ------------ | -------- | ------- | ------------- |
| 1983 | Championnats d'Europe en salle | Budapest     | 1re      | 800 m   | 2 min 01 s 28 |
| 1986 | Championnats d'Europe en salle | Madrid       | 1re      | 1 500 m | 4 min 14 s 25 |
| 1986 | Championnats d'Europe          | Stuttgart    | 6e       | 1 500 m | 4 min 04 s 74 |
| 1987 | Championnats d'Europe en salle | Liévin       | 2e       | 1 500 m | 4 min 09 s 01 |
| 1987 | Championnats du monde en salle | Indianapolis | 3e       | 1 500 m | 4 min 07 s 59 |
| 1987 | Championnats du monde          | Rome         | 9e       | 1 500 m | 4 min 04 s 66 |
| 1989 | Championnats d'Europe en salle | La Haye      | 3e       | 1 500 m | 4 min 08 s 36 |
| 1989 | Championnats du monde en salle | Budapest     | 2e       | 1 500 m | 4 min 05 s 71 |

### Records
| Épreuve | Épreuve   | Performance   | Lieu     | Date             |
| ------- | --------- | ------------- | -------- | ---------------- |
| 1 500 m | Plein air | 4 min 04 s 66 | Rome     | 5 septembre 1987 |
| 1 500 m | Salle     | 4 min 05 s 71 | Budapest | 4 mars 1989      |